# Gare d’Annemasse
Gare d’Annemasse vasútállomás Franciaországban, Annemasse településen.

## Vasútvonalak
Az állomást az alábbi vasútvonalak érintik:
- Aix-les-Bains-Annemasse-vasútvonal
- d'Annemasse–Genève-Eaux-Vives-vasútvonal
- Cornavin–Eaux-Vives–Annemasse-vasútvonal
- Léaz–Saint-Gingolph-vasútvonal

## Kapcsolódó állomások
A vasútállomáshoz az alábbi állomások vannak a legközelebb:
- Gare de Reignier (Gare d’Annecy, Gare de Saint-Gervais-les-Bains-Le Fayet, Aix-les-Bains-Annemasse-vasútvonal, Léman Express Line 2, Léman Express Line 3)
- Gare de Saint-Julien-en-Genevois (Léaz–Saint-Gingolph-vasútvonal)
- Gare de Machilly (Gare d’Évian-les-Bains, Léaz–Saint-Gingolph-vasútvonal, Léman Express Line 1)
- Gare d’Ambilly (–2013, d'Annemasse–Genève-Eaux-Vives-vasútvonal)
- Chêne-Bourg railway station (2019. december 15. – , Coppet vasútállomás, Cornavin–Eaux-Vives–Annemasse-vasútvonal, Léman Express Line 1, Léman Express Line 2, Léman Express Line 3, Léman Express Line 4)